# HKE Holdings
HKE Holdings Limited（ “HKE” ）為一家香港上市公司（股票代號：1726.HK （页面存档备份，存于））。HKE以成為領先的多元化金融科技集團為目標，並將業務推廣至亞太地區。HKE正積極建立可提供多種類別資產服務的平台，包括但不限於加密貨幣資產服務、經紀服務、上市證券及債券服務、另類資產服務，以及開發基於區塊鏈技術的金融科技服務應用。
HKE致力於在嚴格監管的環境中，依賴HKE的資本實力、技術創新及與行業領袖和專家構建的廣泛網絡，發展具有增長潛力及競爭力的金融科技業務。
除了金融科技服務，HKE主營業務亦包括為於醫療保健行業提供綜合設計及建築服務。該業務為該集團的創收分部，現有多個進展良好的在建項目，另有一些正在商討的潛在項目，預計該業務將持續增長。

## 背景
於1994年，由許利發、王威量和洪坤明（非執行主席），於新加坡成立總部「Hwa Koon Engineering Pte Ltd」，在新加坡和全球醫院及診所提供輻射防護工程業務。

於2018年4月18日，「HKE Holdings Limited」之股份於港交所主板上市。招股價為0.45至0.55港元，發行新股為2億股，集資額為7400萬港元，用作購置作工場及辦公室用途的物業、招募更多員工以擴充人力、增加出具以客户为受益人的履約保函提供資金的儲備金、購置额外汽車以應對運輸需求的增加及额外機械以進行工程、加大市場推廣力度以宣傳在新加坡醫療相關建築行業的品牌知名度及市場形象；及用作一般營運資金。

於2021年，連浩民先生收購了「HKE Holdings Limited」，並出任董事會主席。HKE設立了子公司「Hong Kong BGE Limited」，其開發一個全球金融科技平台，旨在為多種資產類别，特别是虛擬資產和股票提供交易平台。

## 連結
- https://hke.holdings（页面存档备份，存于）